# Heinrich Sauer (Philosoph)
Heinrich Sauer (* 17. Oktober 1891 in Mengeringhausen; † 10. Oktober 1952 in der Lüneburger Heide) war ein deutscher Philosoph und Professor an der Universität Hamburg.
Sauer schlug zunächst die Laufbahn eines Postbeamten ein, holte dann 1911 das Abitur in Kassel nach und studierte in Berlin und Göttingen Mathematik, Chemie, Physik und Philosophie. Er promovierte 1923 an der Universität Kiel bei Heinrich Scholz und Moritz Schlick. Er arbeitete von 1920 bis 1924 in Kiel als Studienrat und habilitierte sich in Hamburg 1926 bei Ernst Cassirer, wo er 1932 zum außerordentlicher Professor ernannt wurde. Im November 1933 unterzeichnete er das Bekenntnis der deutschen Professoren zu Adolf Hitler. 1937 trat er in die NSDAP ein. Er befasste sich mit logischen Fragen, Wahrscheinlichkeitsrechnung und mit Gottfried Wilhelm Leibniz.
Sauer starb 1952 durch einen Unfall. 

## Schriften
- Der logische Ort der statistischen Regelmäßigkeiten und die Wahrscheinlichkeitsrechnung, Kiel 1923 (Diss. 1922)